# Atrocious
Atrocious è un film del 2010 diretto da Fernando Barreda Luna.
La pellicola è un horror girato interamente in stile Falso documentario.

## Trama
Sulla scena del crimine dell'omicidio della famiglia Quintanilla, composta da cinque persone, la polizia ritrova ben 37 ore di registrazione compiute da Cristian Quintanilla e sua sorella July mentre stavano indagando sulla leggenda metropolitana della ragazza del bosco Garraf. 
Durante le indagini, però, si verificano fenomeni paranormali davvero atroci.

## Distribuzione
Il film non è stato ancora distribuito in Italia.